# Zaak Casey Anthony
De zaak Casey Anthony (9 augustus 2005 - 16 juni 2008) was een zaak die Amerika in 2011 wekenlang in haar greep hield. Casey Anthony werd ervan beschuldigd in de zomer van 2008 haar twee jaar oude dochtertje vermoord te hebben. De zaak kwam vaak in het nieuws en ook het vonnis werd live uitgezonden.
De jury bevond Anthony uiteindelijk niet schuldig aan moord, zware kindermishandeling en kinderdoodslag, maar wel aan vier gevallen van valse inlichtingen verstrekken aan een ordehandhaver. Met aftrek van voorarrest werd ze op 17 juli 2011 vrijgelaten. De uitspraak veroorzaakte een enorm ongeloof onder de Amerikaanse bevolking. In de dagen erna volgden dan ook enorme protesten.
Op 13 oktober 2011 maakte ze een vlog en plaatste die op het internet. Ook dit zorgde voor woede onder de Amerikaanse bevolking.